# Jodoziory (Litwa)
Jodoziory (lit. Juodežeriai) – wieś na Litwie, w okręgu wileńskim, w rejonie wileńskim, w gminie Niemenczyn.

## Historia
W dwudziestoleciu międzywojennym leżały w Polsce, w województwie wileńskim, w powiecie wileńsko-trockim, do 1 kwietnia 1927 w gminie Niemenczyn, następnie w gminie Podbrzezie. W 1931 miejscowość liczyła 66 mieszkańców, zamieszkałych w 13 budynkach.
Po II wojnie światowej w granicach Związku Sowieckiego. Od 1991 na niepodległej Litwie.